# ロバート・ラドラム
ロバート・ラドラム（Robert Ludlum, 1927年5月25日 - 2001年3月12日）は、アメリカの作家で、スパイ冒険小説を多く出版した。

## 紹介
ニューヨーク出身。舞台活動・劇場主を経て、作家業に転身（ラドラム曰く「退路の橋を全て爆破」した）。1971年に半年を費やして執筆した『スカーラッチ家の遺産（The Scarlatti Inheritance）』でデビュー。元女優であった妻はラドラムから作家に転身すると宣言されたとき、もう一度女優として暮らすことを覚悟したというが、杞憂におわり、同作は刊行後たちまち話題になり、ベストセラーとなった。同作に寄せられた賛辞には「並みのミステリ作家6人が束になっても敵わないほどのスリルとサスペンスに満ち溢れている」とも称された。
著作は、世界30数か国で訳され、発行部数は全世界で2億部に達しているとされる。ジョナサン・ライダー名義でも作品を発表（訳書は下記）。
著作がベストセラーになった理由として、上記の賛辞で言われている通り「読者に退屈をさせない」という信念においての創作体勢が挙げられる。それには前述の通りラドラムは作家に転進するまで、俳優・声優・劇場主と、芸能の世界で生きていたため、そこで培った独特のサービス精神が影響している。
下記の「ジェイソン・ボーン 三部作」が映画化され大ヒットしたことで、日本でも作者・作品の知名度は上がったが、イギリスのフレデリック・フォーサイス（作品の大半は、ラドラムと同じく角川書店で刊行しベストセラーとなり作品の多くが重版している）や、作品が多く映画化され大ヒットしたトム・クランシーなど、同じ軍事・スパイ小説作家と比べ、文庫判作品約50冊（1980年代前半から2007年までに出版された）は、現在全冊が品切扱いとなっており、知名度の実状は劣っている。

## 著作
主な執筆分野はスパイ・スリラー、冒険小説も書いた。
ラドラムの没後に、代表作「ジェイソン・ボーン」三部作（『暗殺者』『殺戮のオデッセイ』『最後の暗殺者』）はマット・デイモン主演で映画化、世界各国で大ヒットしたが、ストーリー構成は大幅な改編を行っている。

### 「ジェイソン・ボーン」三部作
記憶を失った男「ジェイソン・ボーン」の闘いを描くスパイ・アクション。
このシリーズは、ラドラムの没後、別の作家によって続編が書かれている。
ロバート・ラドラム著
- 暗殺者 (1980) 山本光伸訳、新潮文庫

1988年にテレビ映画化『スナイパー/狙撃者』（DVD題名『狙撃者/ボーン・アイデンティティ』）。
2002年に映画化『ボーン・アイデンティティー』。
- 殺戮のオデッセイ (1986) 篠原慎訳、角川文庫

2004年に映画化『ボーン・スプレマシー』。
- 最後の暗殺者 (1989) 篠原慎訳、角川文庫

2007年に映画化『ボーン・アルティメイタム』。
エリック・ヴァン・ラストベーダー著
- ボーン・レガシー (2004) ゴマブックス

2012年に映画化『ボーン・レガシー』。
- ボーン・ビトレイヤル (2007) ゴマブックス
- ボーン・サンクション (2008) ゴマブックス
- The Bourne Deception (2009)
- The Bourne Objective (2010)
- The Bourne Dominion (2011)
- The Bourne Imperative (2012)
- The Bourne Retribution (2013)
- The Bourne Ascendancy (2014)
- The Bourne Enigma (2016)
- The Bourne Initiative (2017)
- The Bourne Nemesis (2020)　※未発売

ブライアン・フリーマン著
- The Bourne Evolution (2020)
- The Bourne Treachery (2021)
- The Bourne Sacrifice (2022)

#### 「トレッドストーン」シリーズ
ジョシュア・フッド著
- The Treadstone Resurrection (2020)
- The Treadstone Exile (2021)
- The Treadstone Transgression (2022)

### 「秘密組織カヴァート・ワン」シリーズ
「カヴァート・ワン」と悪の首魁の闘いを描く謀略アクション。
ラドラムは「六部作」構想で進めたいと語ったが、急逝のため叶わなかった。
- 冥界からの殺戮者（The Hades Factor：ゲイル・リンズ（Gayle Lynds）との合作） (2002) 峯村利哉訳、角川文庫

2006年にテレビ映画化『パンデミック・アメリカ 』。
- 破滅の預言（The Cassandra Compact：フィリップ シェルビー（Philip Shelby）との合作） (2002) 峯村利哉訳、角川文庫
- The Paris Option (by Gayle Lynds) (2002)
- The Altman Code (by Gayle Lynds) (2003)
- The Lazarus Vendetta (by Patrick Larkin) (2004)
- The Moscow Vector (by Patrick Larkin) (2005)
- The Arctic Event (by James H. Cobb) (2007)
- The Ares Decision (by Kyle Mills) (2011)
- The Janus Reprisal (by Jamie Freveletti) (2012)
- The Utopia Experiment (by Kyle Mills) (2013)
- The Geneva Strategy (by Jamie Freveletti) (2015)
- The Patriot Attack (by Kyle Mills) (2015)

### 「マタレーズ」シリーズ
CIAエージェントと宿敵であるKGBエージェントの2人が手を組み、謎の暗殺組織「マタレーズ」に戦いを挑んでいくストーリー。
- マタレーズ暗殺集団 (1982) 篠原慎訳、角川書店 のち文庫
- マタレーズ最終戦争 (2000) 篠原慎訳、角川文庫

### 「ジャンソン」シリーズ
元国務省特殊部隊員のポール・ジャンソンが、無敵の戦闘能力とグローバルな情報網を駆使して、地球規模の陰謀に単身立ち向かうストーリー。遺作
- メービウスの環 (2002) 山本光伸訳、新潮文庫

ジョン・シナ主演で映画化予定。
- The Janson Command (by Paul Garrison) (2012)
- The Janson Option (by Paul Garrison) (2014)
- The Janson Equation (by Douglas Corleone) (2015)

### ジョナサン・ライダー名義
- 『禁断のクルセード』 (1973) 田村源二訳
- 『灼熱の黄金郷』 (1974) 小林宏明訳、各・角川文庫

### その他
- スカーラッチ家の遺産 (1971) 村社伸訳、角川書店 のち文庫
- オスターマンの週末 (1972) 角川書店 のち文庫『バイオレント・サタデー』に改題
　※特記なき作品訳者は全て山本光伸訳

1983年に映画化『バイオレント・サタデー』
- マトロック・ペーパー (1973) 青木久恵訳、角川書店 のち文庫
- 悪魔の取引 (1974) 角川書店 のち文庫

1977年にテレビ映画化『ライネマン・スパイ作戦』
- 四億ドルの身代金 (1975) 新潮文庫　※マイケル・シェパード名義（訳書はラドラム表記）
- 砕かれた双子座 (1976) 田村源二訳、講談社文庫
- 囁く声 (1977) 丹野真訳、講談社文庫
- ホルクロフトの盟約 (1978) 角川書店 のち文庫

1985年に映画化『第三帝国の遺産』
- 狂気のモザイク (1982) 新潮文庫
- 戻ってきた将軍たち (1984) 新潮文庫
- 血ぬられた救世主(メサイア) (1988) 篠原慎訳、角川文庫
- 白き鷹の荒野 (1992) 篠原慎訳、角川文庫
- 狂信者 (1993) 新潮文庫
- 陰謀の黙示録 (1995) 新潮文庫

1997年にテレビ映画化『アポカリプス・ウォッチ/陰謀の黙示録』。
- 単独密偵 (2000) 新潮文庫
- シグマ最終指令 (2001) 新潮文庫
- 暗殺のアルゴリズム (2006) 新潮文庫。没後に発見